# Mokokchung
Mokokchung es una ciudad situada en el distrito de Mokokchung en el estado de Nagaland (India). Su población es de 35913 habitantes (2011). 

## Demografía
Según el censo de 2011 la población de Mokokchungera de 35913 habitantes, de los cuales 18898 eran hombres y 17015 eran mujeres. Mokokchung tiene una tasa media de alfabetización del 94,63%, superior a la media estatal del 79,55%: la alfabetización masculina es del 94,46%, y la alfabetización femenina del 94,81%.